# Chiesa di Santa Caterina (Palermo)

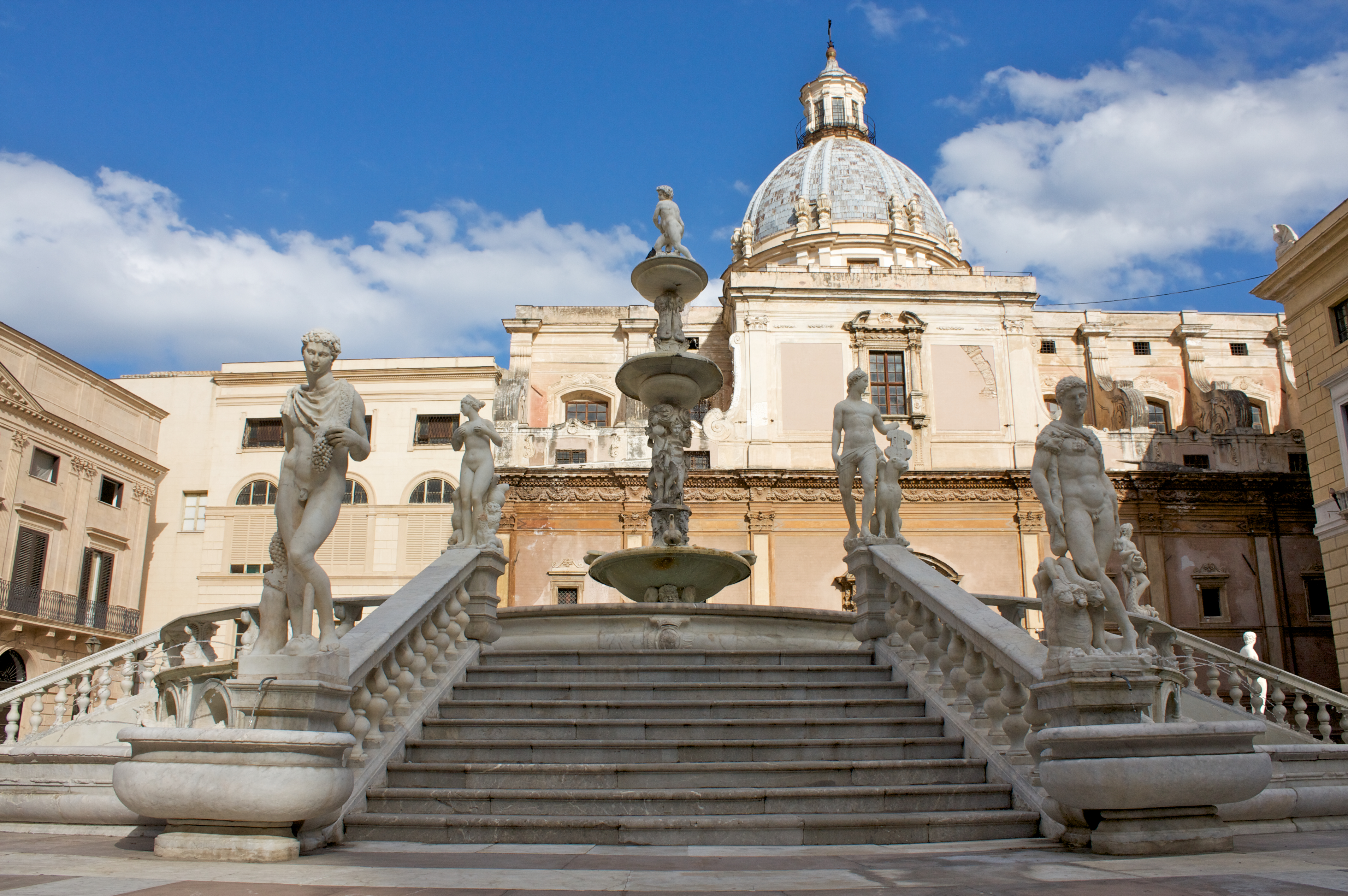
Chiesa e fontana Pretoria.

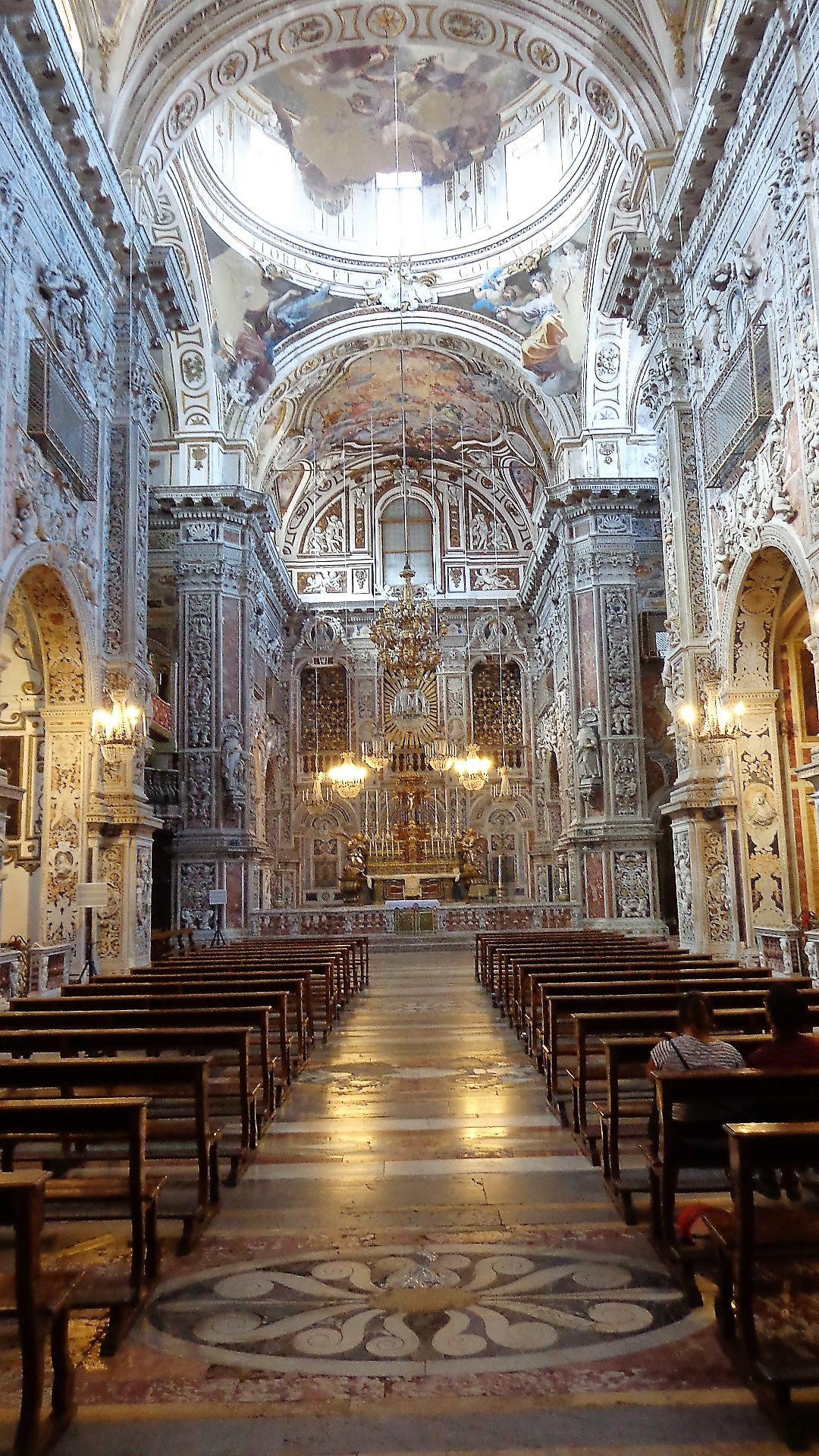
Navata.

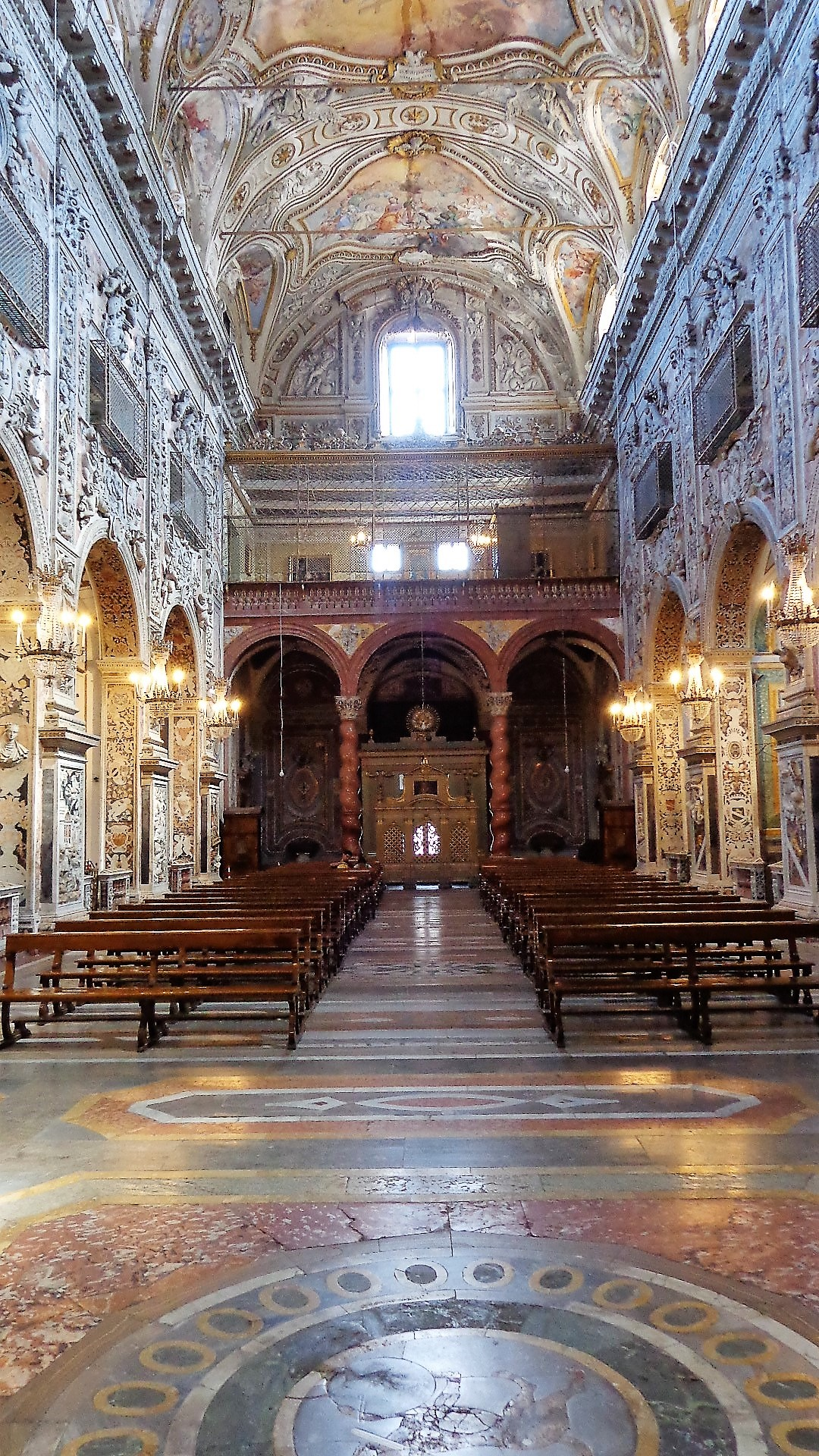
Controfacciata.

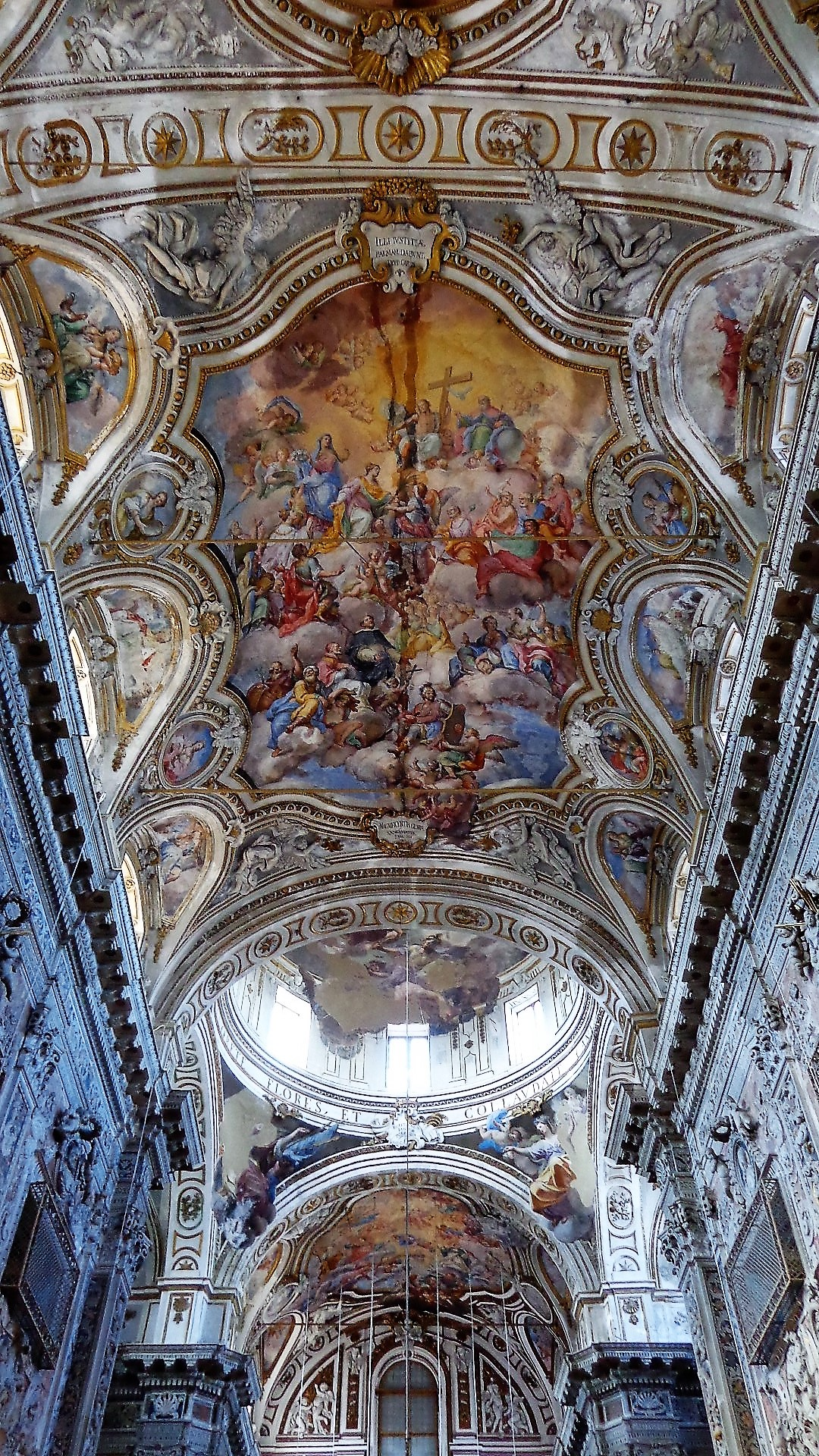
Volta.

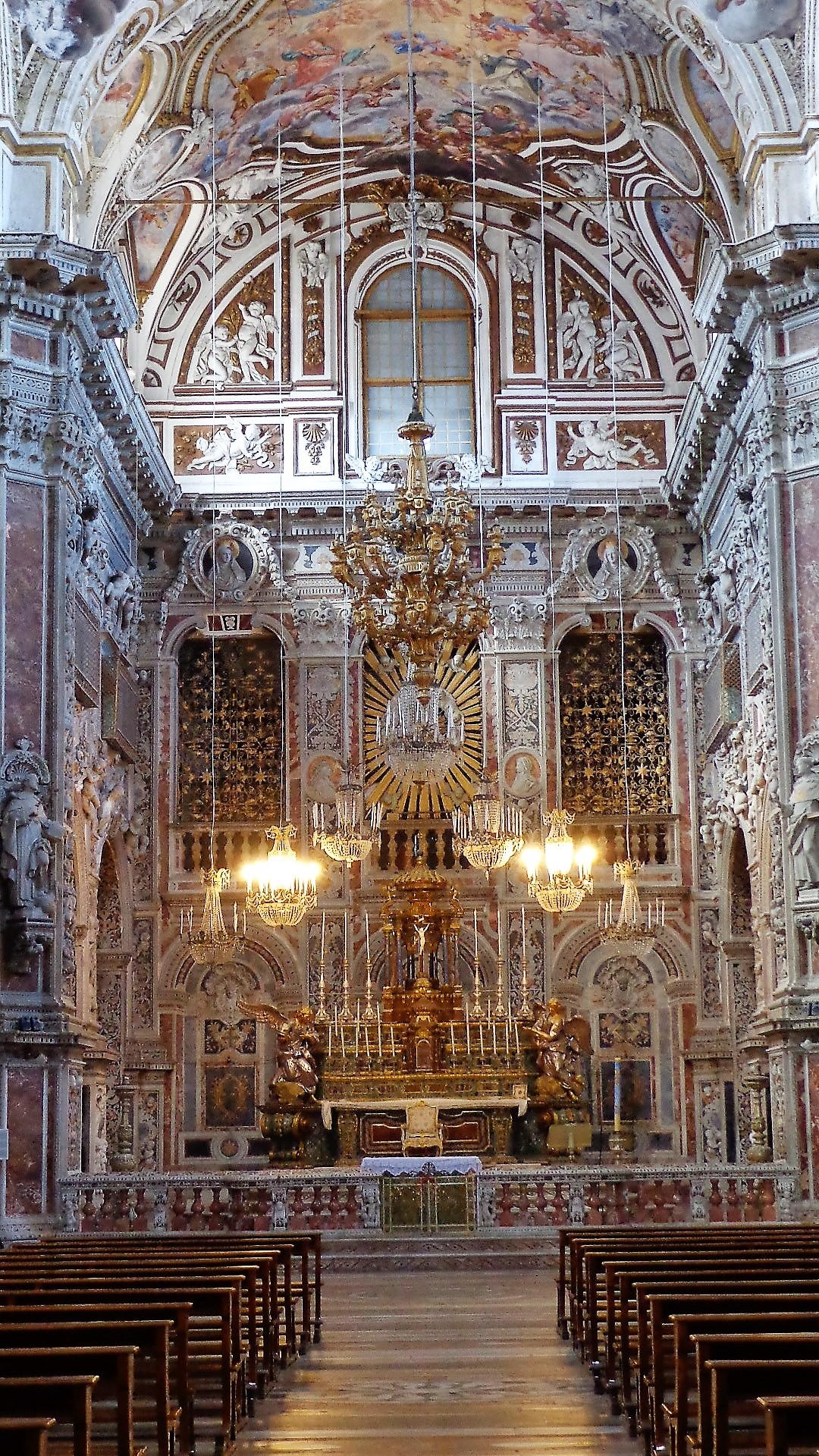
Altare maggiore.

La chiesa di Santa Caterina d'Alessandria detta anche localmente «Chiesa di Santa Caterina delle Donne», è un edificio di culto situato nel centro storico di Palermo. Unitamente al trecentesco monastero domenicano occupa l'area delimitata dalla strada del Cassaro (odierno Corso Vittorio Emanuele), da piazza Pretoria, da piazza Bellini e da Via Schioppettieri.

## Storia

### Origini epoca sveva
Col beneplacito dell'imperatore Federico II di Svevia, l'Ordine dei frati predicatori giunge in Sicilia, nella fattispecie a Palermo, mentre San Domenico è ancora attivo e ha appena costituito l'ordine in Francia nel 1216 - 1220. Nel 1217 i primi frati sono ospitati inizialmente dall'Ordine teutonico della Magione fondato da religiosi tedeschi, quindi ben visti agli occhi dell'Imperatore. Riparano brevemente nell'ex monastero delle suore basiliane presso la primitiva chiesa di San Matteo al Cassaro.
Sotto la direzione dell'ordine, nella sede del Cassaro è istituito il monastero femminile di Santa Caterina, grazie agli ingenti lasciti di Benvenuta Mastrangelo e di sua madre Palma de Magistro, sui terreni ove sorgeva anche il palazzo di Giorgio Antiocheno ammiraglio del re Ruggero II d'Altavilla.
- 1310 - 1312: il testamento di Benvenuta Mastrangelo prevede l'area per l'edificazione del nuovo edificio comprendente la primitiva chiesa di San Matteo al Cassaro e la chiesa di Santo Stefano d'Ammirato,[5] le rendite dei beni di Palermo, Salemi, Sciacca e Trapani necessarie per la realizzazione. Dispone il proprio monumento funebre nella primitiva «Cappella di Sant'Orsola» della chiesa di San Domenico e il futuro trasferimento dello stesso nell'erigenda chiesa del monastero di Santa Caterina.[6]

### Epoca aragonese
- 1407: il re Martino I di Sicilia constatato il generale rilassamento dei costumi e dell'osservanza delle regole dell'Ordine, modifica lo statuto prevedendo due nuovi responsabili in affiancamento alla badessa che rispondono direttamente al Capitolo della Cattedrale e ai giurati del Senato Palermitano.[7]
- 1532: l'istituzione perde col tempo la caratteristica peculiare d'assistenza rivolta alle classi femminili più deboli e svantaggiate quali le semplici donne meretrici, rivolgendosi in modo marcato alla clausura delle classi nobiliari, pertanto è previsto l'ingrandimento della struttura che prevede l'incorporazione della primitiva chiesa di San Matteo.[7] Il culto di Santa Caterina d'Alessandria molto diffuso nel sud vede nella chiesa di Santa Caterina d'Alessandria di Galatina, in Puglia la sua massima espressione, dove è conservata una famosa reliquia, il dito di Santa Caterina, proveniente dal convento di Santa Caterina sul Monte Sinai. La chiesa di Galatina è un importante esempio con annessa tribuna ottagonale in fondo al coro, dove sono inseriti i mausolei dei committenti appartenenti alla famiglia Del Balzo Orsini, principi di Taranto e conti di Lecce.[8]

### Epoca spagnola
- 1566 - 1596: la ricostruzione avviene per opera della madre priora suor Maria del Carretto. Il progetto architettonico per molto tempo è stato attribuito all'architetto Giorgio di Faccio, studi più recenti dimostrano il coinvolgimento di architetti e costruttori quali il fiorentino Francesco Camilliani e il milanese Antonio Muttone, artisti già impegnati per la nuova rimodulazione di piazza Pretoria.[9]
- 1596 24 novembre: la nuova chiesa di Santa Caterina d'Alessandria d'Egitto è inaugurata nel giorno della ricorrenza della Santa Titolare.

- XVIII secolo seconda metà circa: realizzazione della cupola opera di Francesco Ferrigno.

- 1664 16 marzo: solenne consacrazione da parte dell'arcivescovo Pietro Martinez y Rubio, regnante Filippo IV di Spagna (Filippo III di Sicilia) rappresentato dal viceré di Sicilia Francesco Caetani duca di Sermoneta.[9]

- 1863: realizzazione del coro.

Durante i moti del 1820 - 1821, della Rivoluzione siciliana del 1848, della Rivolta della Gancia, dell'Insurrezione di Palermo del 1860 e della Rivolta del sette e mezzo del 1866 subì notevoli danni causa i bombardamenti dei Borboni, se ne vedono ancora le ferite sulle pareti che si affacciano sulla direttrice del Cassaro.

### Epoca contemporanea
- 2014, Incuria e disinteresse hanno determinato pericolosi cedimenti e distacchi dalle superfici esterne del monumento che hanno dettato urgenti interventi di consolidamento e restauro. Dal luglio 2014 il monastero di Santa Caterina non accoglie più le monache dell'Ordine Domenicano e l'intera struttura, seppur di proprietà del Ministero dell'Interno dipartimento del patrimonio Fondo Edifici di Culto, è affidata alla Curia palermitana.

## Esterno

### Facciata o prospetto meridionale
- Ingresso principale di Piazza Bellini.

Prospetto sud caratterizzato da scenografica scalinata a doppia rampa isoscele su piazza Bellini, il portale tardorinascimentale del 1685 è sormontato da un'edicola con timpano contenente una nicchia ove è collocata la statua marmorea di Santa Caterina d'Alessandria. Il portale è delimitato da colone scanalate con capitelli corinzi che sorreggono un architrave decorato. Sulla modanatura i contrafforti laterali delimitano eleganti volute che ornano l'edicola votiva centrale.
I due ordini sono divisi da una trabeazione riccamente decorata con festoni che incorniciano facce di putti alati, il primo livello è caratterizzato da due coppie di lesene per lato inframezzate da finestre. Nel secondo ordine solo due coppie di lesene delimitano un finestrone centrale. Due volute con riccioli raccordano i contrafforti laterali con la spessa trabeazione superiore. Una balconata chiude il frontone sovrastato da un medaglione nella parte mediana del timpano incompleto raffigurante gli attributi della santa titolare: la ruota dentata strumento del martirio, la palma del martirio, la spada del coraggio e della decollazione infine il giglio stilizzato simbolo di purezza.
Una targa commemora la madre priora suor Maria Vittoria Branciforti, è collocata per la consacrazione della chiesa. Sul portale d'ingresso è presente una raggiera con la raffigurazione di un cane che reca la fiaccola simbolo dei Domenicani.

### Prospetto occidentale
- Ingresso laterale sinistro di Piazza Pretoria corrispondente al braccio sinistro del transetto.

Prospetto ovest caratterizzato da scenografica scalinata a doppia rampa isoscele su piazza Pretoria, il portale tardorinascimentale è sormontato da timpano ad arco. Il portale è delimitato da colone scanalate con capitelli corinzi che sorreggono un architrave decorato con stile simmetrico e speculare da fregi d'acanto e putti danzanti che reggono uno stemma centrale. All'interno del timpano lo stemma coronato e ghirlande fitoformi.
I due ordini divisi da una trabeazione riccamente decorata con festoni che incorniciano facce di putti alati, il primo livello è caratterizzato da una lesena per lato. Nel secondo ordine altrettante lesene delimitano un finestrone centrale. Due volute con riccioli raccordano i contrafforti laterali con la copertura superiore. Interessante la prospettiva dei poderosi contrafforti a ricciolo del secondo ordine ricavate sui tetti delle cappelle laterali.

## Interno

### Navata
L'impianto è a unica navata con tre cappelle per lato, si sviluppa longitudinalmente ed è attraversato dal transetto su cui si innesta la cupola.
Ciò che colpisce di più è la ricca decorazione dell'interno, ad unica navata, tipico dell'età della Controriforma.
La decorazione degli spazi interni, così come per molte altre chiese palermitane, è costituita da un sontuoso apparato in marmi mischi e tramischi, stucchi ed affreschi che si fondono, in un'unica armonica lettura, con le strutture architettoniche portanti.
Nella controfacciata è allestito il coro sostenuto da 2 possenti colonne tortili di granito rosso. L'impianto ad aula consentiva alle suore di partecipare, non viste, ai riti liturgici dal coro sistemato all'ingresso e collegato tramite corridoi sopraelevati protetti da elaborate grate. Gli affreschi delle volte a crociera del sottocoro e delle pareti del coro sono opera di Francesco Sozzi e del cognato Alessandro D'Anna, rispettivamente figli d'arte dei famosi Olivio Sozzi e Vito D'Anna, eseguiti nel 1769.
Sulle pareti statue raffiguranti sante vergini fronteggiano statue di beate di stirpe reale.
- Sant'Agnese Segni di Montepulciano
- Santa Caterina da Siena
- Santa Caterina de' Ricci
- Beata Chiara o Sancia di Maiorca consorte di Roberto d'Angiò
- Beata Margherita di Ungheria
- Beata Giovanna del Portogallo

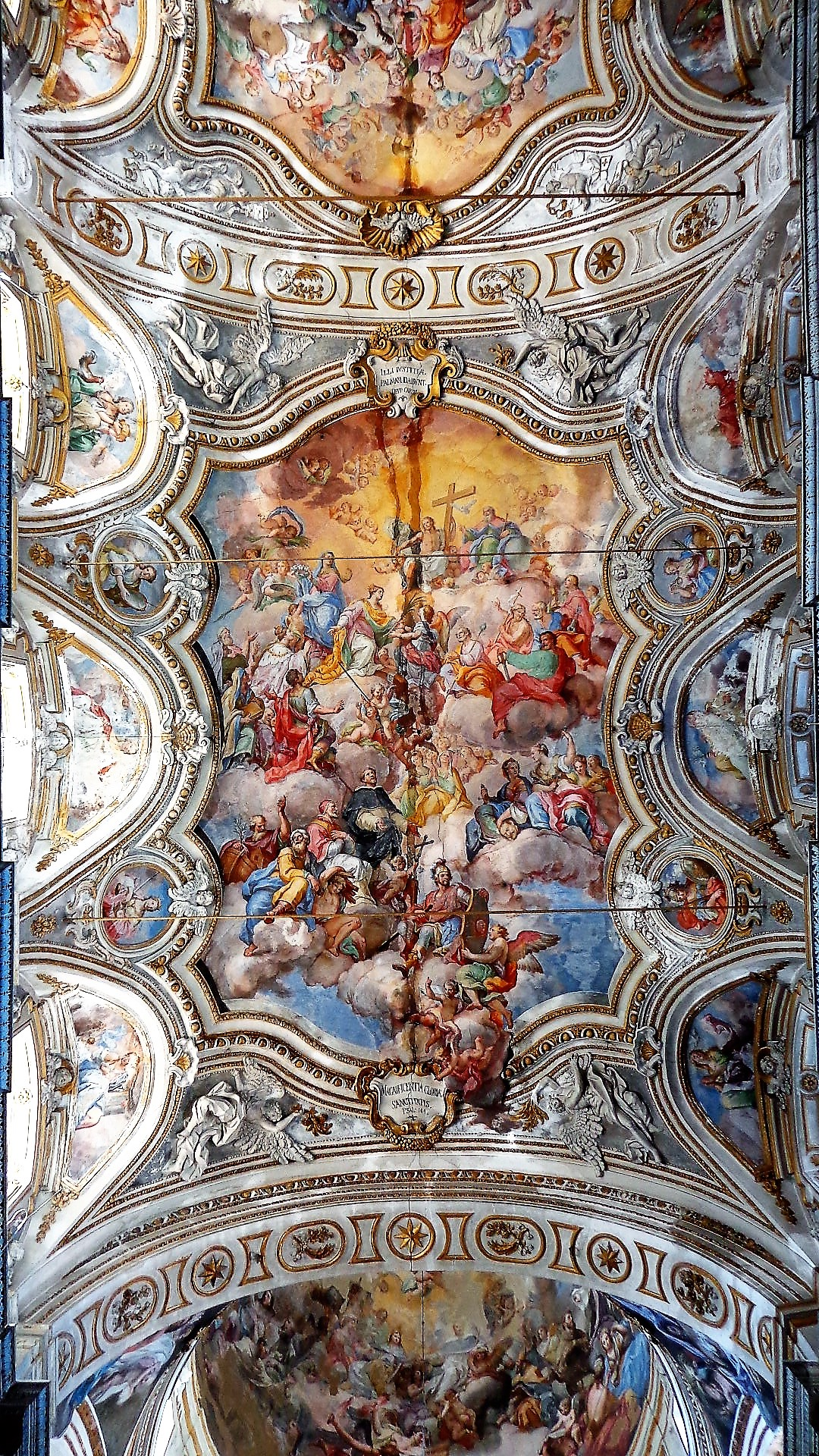
Trionfo di Santa Caterina, affresco di Filippo Randazzo.

Di altissima qualità i riquadri a intarsio marmoreo alla base delle paraste della navata centrale: l'episodio di Giona e la balena, il Sacrificio d'Isacco opere di Giovanni Battista Ragusa, la Probatica Piscina, la Fontana, numerosi altorilievi in marmi mischi con episodi tratti dal Vecchio Testamento e medaglioni con le storie di Santa Caterina nelle pareti dell'area presbiteriale.
Tra gli artisti chiamati a decorare l'aula: 
- 1744, Filippo Randazzo da Nicosia detto il Monocolo autore del Trionfo di Santa Caterina affresco sulla volta della navata e della Gloria delle Domenicane;[11]
- 1750, Francesco Ferrigno autore del progetto e direttore dei lavori nella realizzazione della cupola.
- 1751, Vito D'Anna autore del Trionfo dell'Ordine domenicano affresco che ricopre le superfici all'interno della cupola e delle Allegorie dei quattro continenti realizzate nei pennacchi di raccordo ai pilastri.[3]
- XVIII secolo inizi, Giovanni Battista Ragusa autore delle statue addossate ai pilastri che reggono la cupola, raffiguranti i principali santi domenicani: San Domenico di Guzmán, San Pietro martire, San Tommaso d'Aquino e San Vincenzo Ferreri.[12]
- XVIII secolo, Procopio Serpotta è l'autore degli stucchi decorativi.

### Cappelle lato destro
Stemma della nobile Famiglia Bruno.
- Prima campata: Cappella dei Sette Dolori. Sono presenti i dipinti di Gesù sotto la croce al centro, la Deposizione di Cristo del XVII secolo della scuola del Ribera a destra, l'Ultima Cena a sinistra.
- Seconda campata: Cappella del Santissimo Crocifisso con reliquiario. Il dipinto dell'Adultera a destra, la Lavanda dei piedi a sinistra;
- Terza campata: Cappella della Madonna del Carmine. Al centro la tela raffigurante la Madonna del Carmelo, la Trasfigurazione a destra, La Madonna intercede per le anime del Purgatorio a sinistra.

### Cappelle lato sinistro
Stemma della nobile famiglia Amato con leone araldico.
- Prima campata: Cappella dell'Immacolata Concezione. Tela dell'Immacolata Concezione al centro, Adorazione a destra, Nascita della Vergine a sinistra.
- Seconda campata: Cappella del Rosario. Tela raffigurante Pio V benedice Andrea Doria a destra, Madonna a sinistra dipinti d'autori anonimi appartenenti alla scuola di Pietro Novelli.[3]
- Terza campata: Cappella di San Domenico: Al centro il dipinto raffigurante Il massacro degli Albigesi, a destra la Madonna del Rosario, a sinistra Il rogo dei libri proibiti.

### Altare maggiore

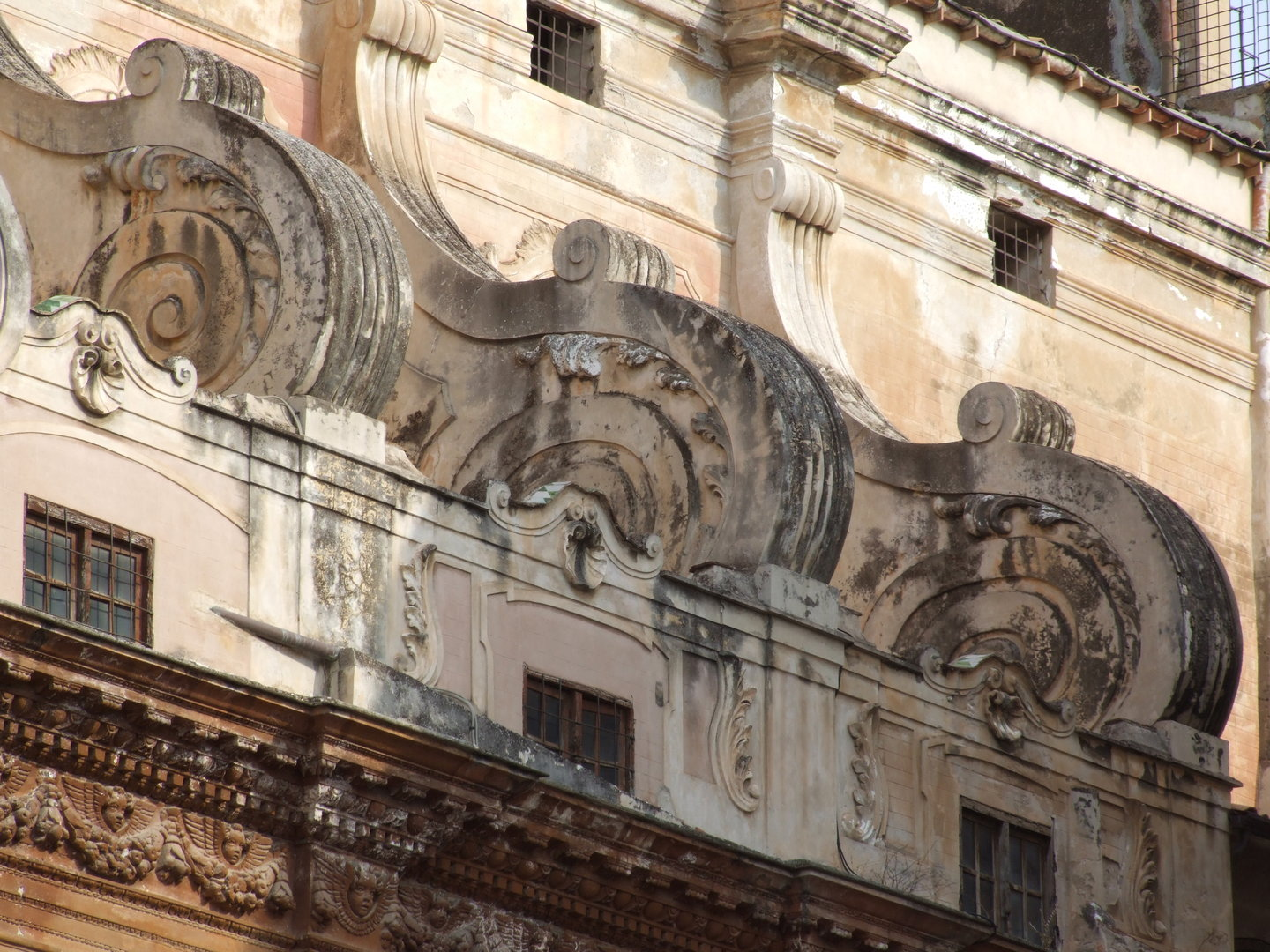
Contrafforti occidentali.

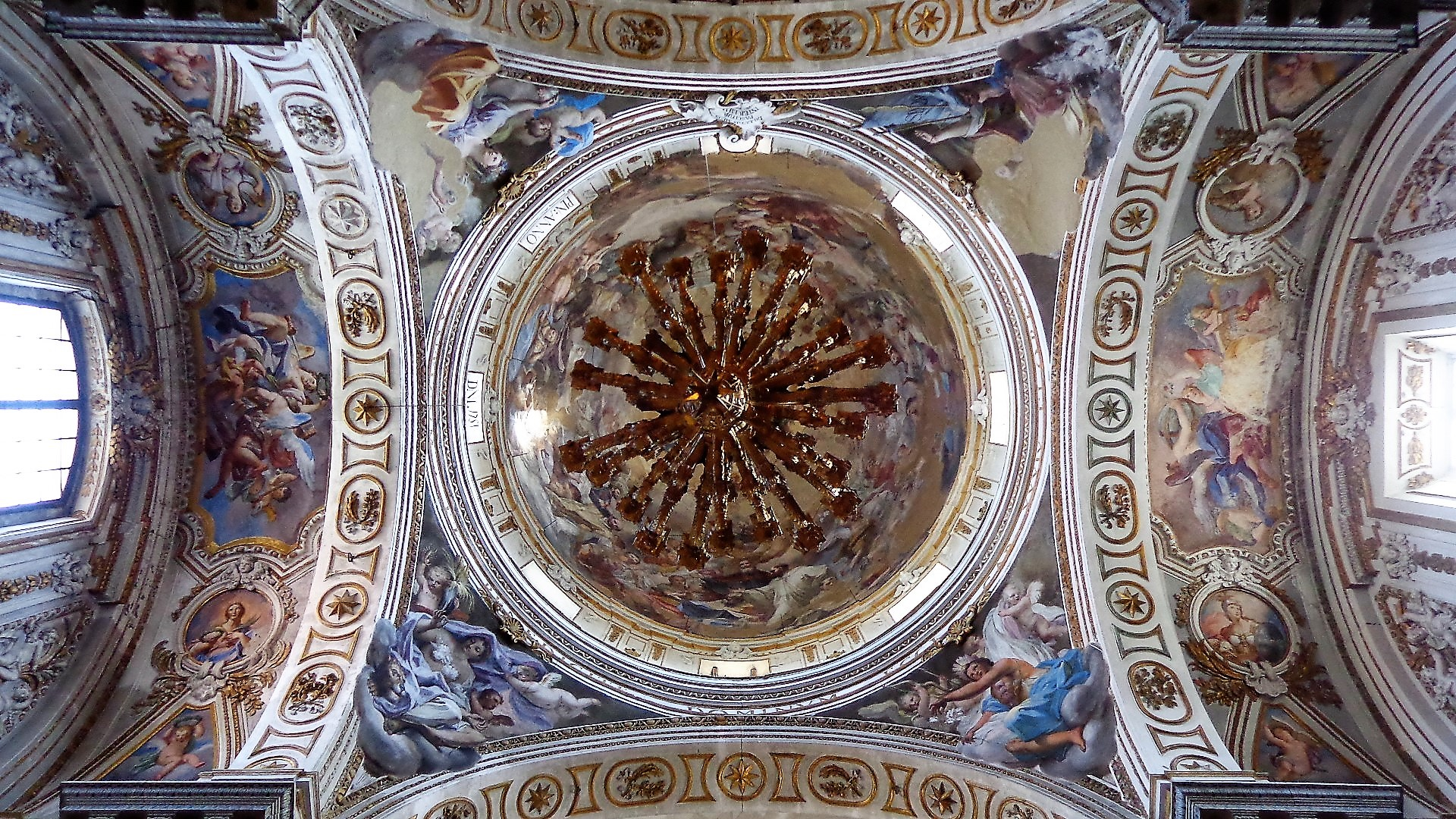
Cupola.

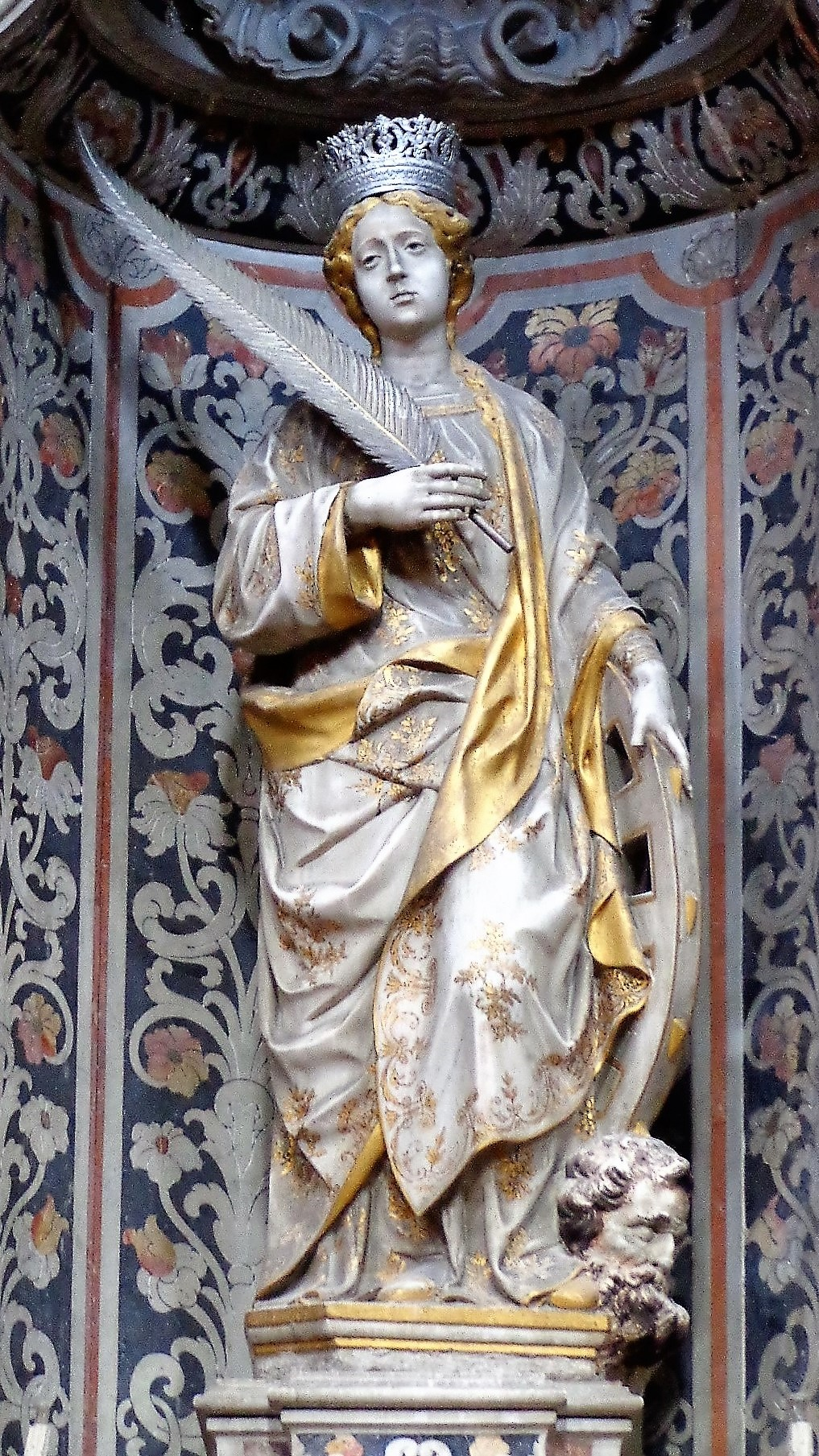
Statua di Santa Caterina d'Alessandria, opera di Antonello Gagini.

- 1725, Cappellone dipinto dai fratelli Paolo e Antonio Filocamo con l'affresco Esaltazione dell'Eucaristia realizzato nella volta del presbiterio e l'Esaltazione dell'Eucaristia".[11]
- L'altare maggiore è realizzato in pietre dure, agate grigie e verdi, con ornamenti in rame dorato su progetto di Andrea Palma, paliotto in pietre dure con sepolcro della madre badessa suor Maria del Carretto del 1598, colei che promosse i lavori di rinnovamento. Ai lati sono presenti due splendidi angeli lignei dorati con vesti e ali laminate in argento.[3]
- Tabernacolo in ametista.[11]
- Al lato dell'epistola è presente il sepolcro del conte Guglielmo di Santa Flora del 1318 trasferito dalla chiesa di San Domenico. Sono presenti i sepolcri di Girolamo Assali e familiari.[13],[12]
- La cappella di Santo Stefano celebra il ricordo della preesistente chiesa di Santo Stefano.[14]

La balaustra è disegnata da Giacomo Amato e si suppone anche il pavimento. Molte altre le preziosità artigianali custodite: le griglie in argento a canestro fitto dei confessionali, le elaborate grate - gelosie dei corridoi, il grande torciere ligneo seicentesco sospeso sotto la cupola.

### Transetto
- Parete transetto destro: Cappella di Santa Caterina d'Alessandria. Sontuoso altare barocco progettato dall'architetto e frate domenicano Andrea Palma, nella nicchia la statua marmorea di Santa Caterina d'Alessandria d'Egitto realizzata da Antonello Gagini nel 1534, proveniente dalla dismessa cona documentata nel monastero.[15] Ai lati su mensole sono presenti due angeli, sulle cimase della nicchia sono posti due putti, sopra il frontone della nicchia due angioletti sospesi reggono la corona della fedeltà.[12]
  - Il manufatto è rialzato rispetto al piano di calpestio. Il basamento presenta alle estremità due mensoloni a ricciolo sui quali sono collocate le statue allegoriche della Fortezza a destra e della Prudenza a sinistra, sotto la mensa è presente una teca di legno con lastra di cristallo che accoglie la preziosa statua in cera della Dormitio Virginis, vestita con una veste di seta bianca con ricami in filo d'oro.
  - Due gruppi simmetrici di colonne dai fastosi basamenti, con elaborati capitelli corinzi per ciascun lato: ogni gruppo è composto da una parasta centrale, due colonne scanalate ai lati, una colonna tortile in marmo in posizione avanzata. La successione in prospettiva crea una composizione animata e scenografica determinando un'articolata trabeazione. Sulle sime spezzate e sfalsate sono adagiati putti osannanti.
  - Nella parte superiore addossate alla parete all'interno del timpano spezzato simmetrico, una coppia di paraste sfalsate sormontate da sime a ricciolo delimitano la Gloria di Dio Padre e gli angeli musicanti, medaglione in altorilievo, autore Giovanni Battista Ragusa, 1711 - 1713.
  - Nella parte mediana all'altezza della lunga grata del corridoio orientale, uno stemma coronato sovrasta il capolavoro. Ai lati, sulle pareti interamente intarsiate sono presenti i busti di Sant'Agata a destra e di Santa Rosalia sulla sinistra.

Fastosa e sontuosa commistione di marmi, pietre dure, stucchi, fregi, volute e intarsi che si identifica nel puro stile barocco per esaltare un'opera del rinascimento siciliano con richiami vagamente rococò.
- Parete transetto sinistro: portale laterale sinistro.

La chiesa è famosa per «Il Sepolcro» la sera del Giovedì santo. Per la solennità è realizzato nel presbiterio un fastoso altare della Reposizione adornato con parte dei ricchissimi arredi sacri ancora custoditi all'interno del monastero.

## Organi a canne

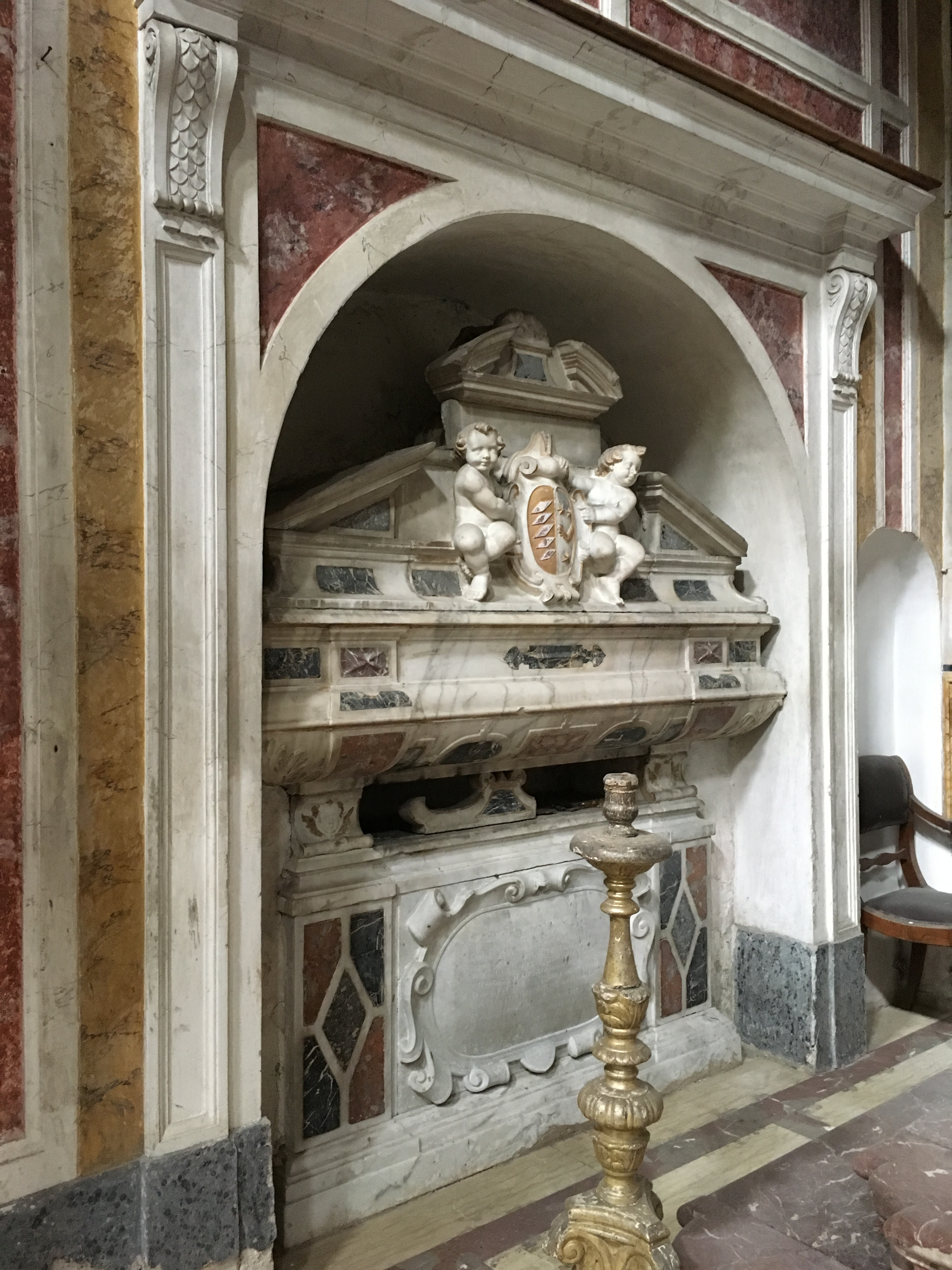
Sepoltura.

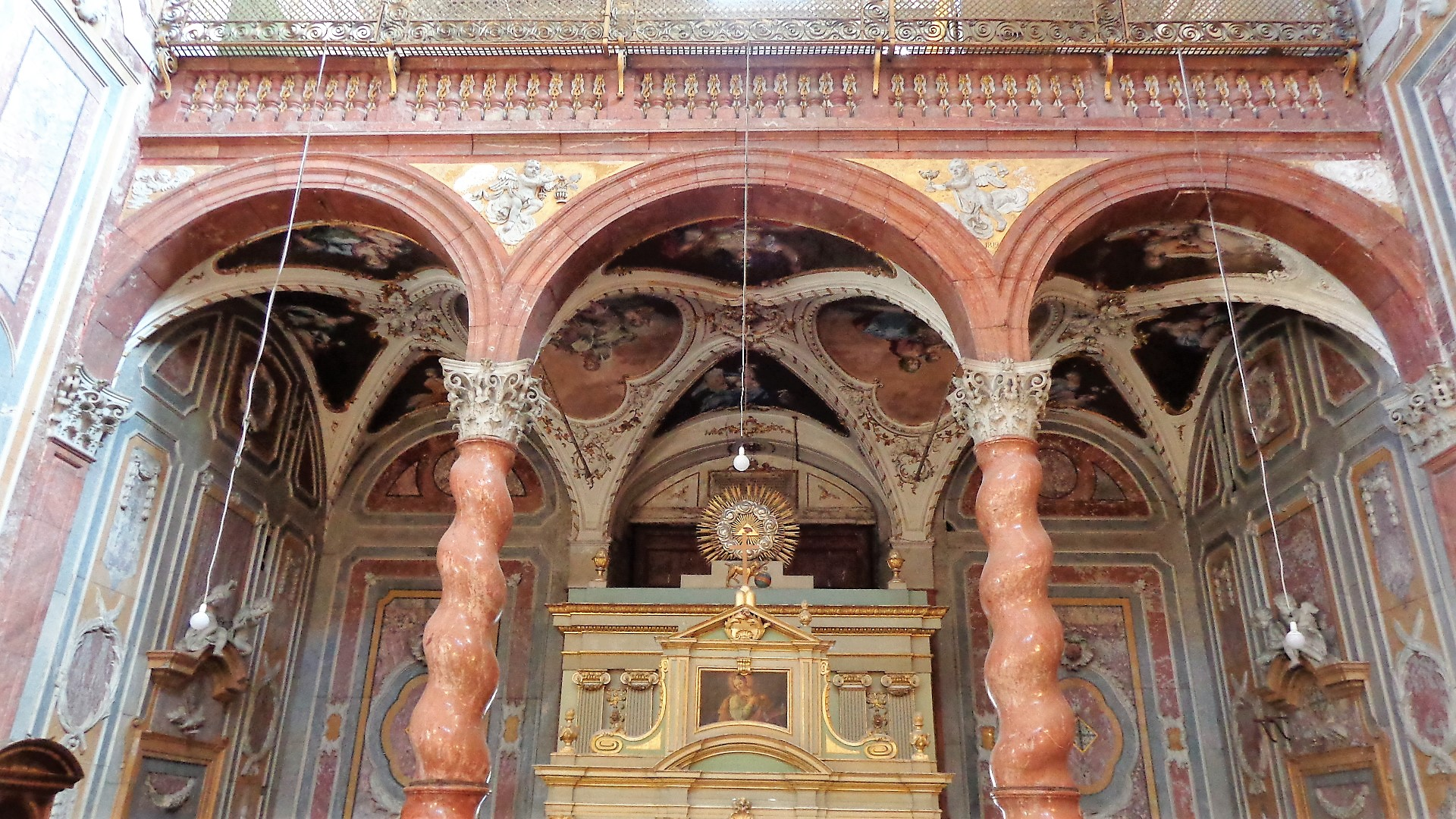
Cantoria.

Nella chiesa si trovano due organi a canne:
- nel coro, in controfacciata, vi è un organo positivo del XIX secolo, funzionante, a trasmissione meccanica; dispone di 7 registri su unico manuale e pedale;
- su cantoria nel braccio sinistro del transetto vi è uno strumento del XVIII secolo; esso dispone di 5 registri su unico manuale, con pedaliera priva di registri propri; la parete anteriore della cassa presenta un'articolata suddivisione in otto campi, attualmente privi di canne di facciata.

## Monastero
Fondato per volontà testamentaria di Benvenuta Mastrangelo, verso il XVI secolo per magnificenza e ricchezza divenne uno dei monasteri nobiliari più importanti del territorio palermitano. Il fasto e la grandezza della chiesa esterna dovevano significare la potenza del Papato. Nel caso specifico di tutto il complesso di Santa Caterina, altri due elementi in più: la nobiltà, il censo, il rango, il blasone delle monache e il fatto che la chiesa ubicata al centro della città, doveva essere all'altezza del luogo.
Tutte le chiese annesse ai monasteri presentavano la chiesa interna molto più semplice e confinante, attraverso il presbiterio, con la chiesa esterna, secondo le regole della Controriforma. Dietro di esso vi è la Chiesa interna o grande Coro, dove le monache andavano a pregare, non viste, e assistevano alle funzioni della Chiesa esterna attraverso le grandi finestre che si affacciano proprio sull'altare.
All'interno del monastero non esistono più le strutture della casa dell'ammiraglio Giorgio d'Antiochia, distrutte durante i bombardamenti angloamericani del 9 Maggio del 1943 che danneggiarono gravemente il complesso religioso.
Il ruolo religioso e caritatevole del gruppo monacale di Santa Caterina è ben noto ai palermitani, soprattutto ai più anziani, che continuano a mantenere vivo il ricordo dei sapori dei dolci tipici siciliani, che le suore usavano produrre nei giorni di festa. Nonostante le ultime religiose domenicane siano state trasferite nel 2014 e il complesso sia stato trasformato in museo della vita monastica, si è mantenuta viva la secolare tradizione della preparazione delle specialità della pasticceria conventuale siciliana, recuperando e seguendo rigorosamente le ricette tramandate da generazioni di monache pasticcere. Alcuni locali con libero accesso sono destinati al consumo e alla commercializzazione di prelibate leccornie che rischiavano di scomparire.

### Parlatorio grande
Il monastero aveva due parlatori: uno piccolo per gli incontri individuali su Piazza Bellini (un tempo piazza Santa Caterina) e uno grande su Piazza Pretoria per gli incontri collettivi nei giorni di festa. Il Parlatorio grande è un lungo salone con 6 finestre protette da doppia grata di ferro. Nessuna monaca poteva recarsi in parlatorio senza il permesso della Priora e nessun colloquio poteva avvenire senza la presenza di almeno altre due monache designate ad ascoltare qualunque cosa si dicesse.

### Sala della Priora
Si tratta di due eleganti stanze contigue, in comunicazione con la chiesa - tramite una porta di legno a filo muro. I dipinti del XIX secolo a motivi vegetali che decorano il controsoffitto richiamano i colori delle maioliche del pavimento. Arredata con mobili di pregio, arricchita di preziose suppellettili, ceroplastiche e quadri di valore, la sala era il biglietto da visita del monastero: un locale accogliente dove la superiora riceveva gli illustri ospiti ammessi in clausura come il re o la regina.
La comunità era guidata da una priora, eletta in capitolo dalle monache, a voto unanime, ogni tre anni. Soltanto le monache aristocratiche potevano ambire alla carica di priora. Attraverso uno sportello mobile, con grata dorata, detto comunichino, le religiose potevano comunicarsi. Durante la messa le monache non potevano uscire dalla clausura.

### Chiostro

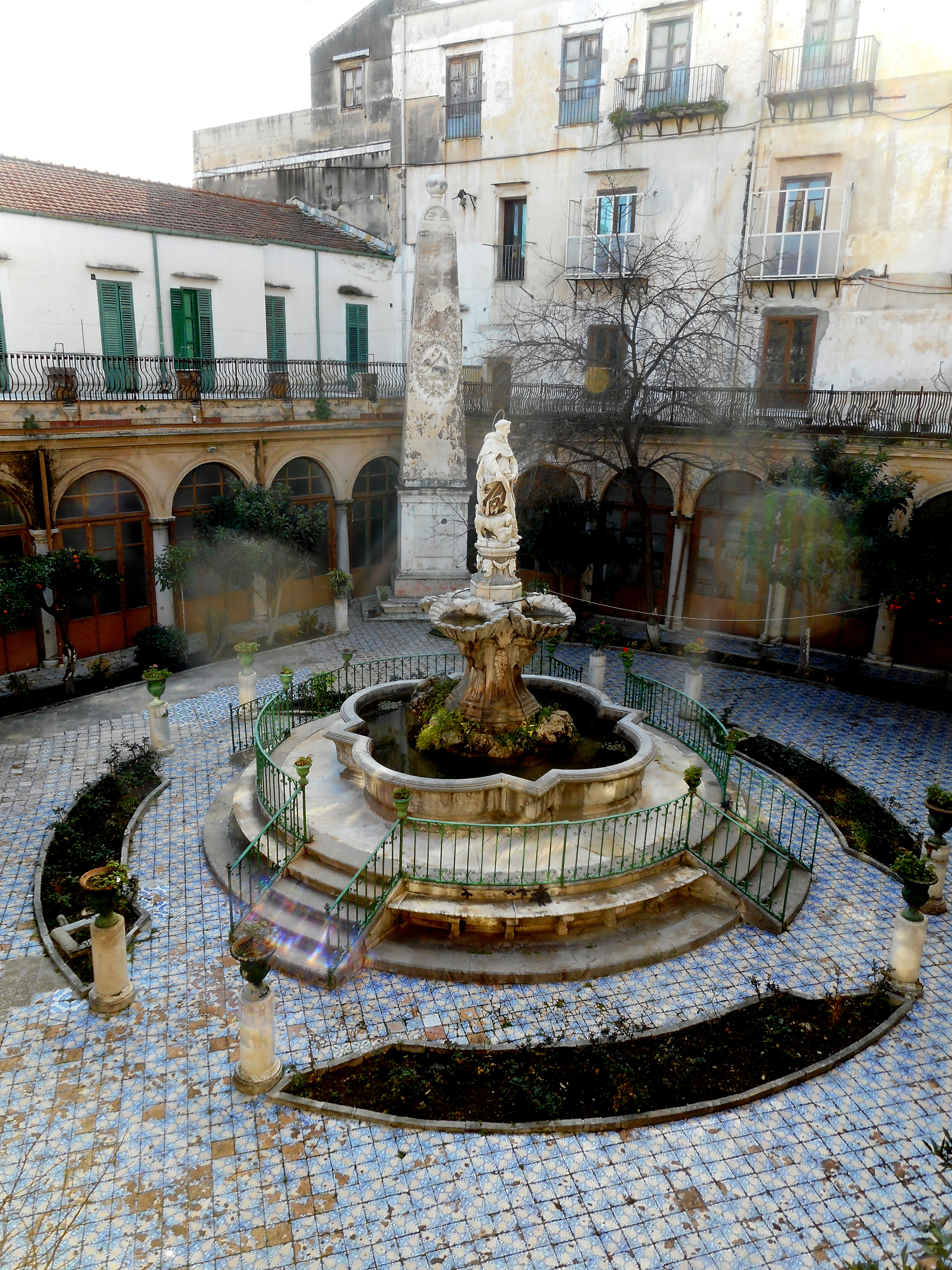
Chiostro con fontana.

Il Chiostro è una elegante struttura con pavimento maiolicato che sorge al centro dei principali locali dove si svolgeva la vita comune delle religiose. Presenta portici con 9 colonne sul lato lungo e 7 su quello corto, realizzate in marmo bigio di Billiemi; venne chiuso con luminose vetrate nel XIX secolo. Il pavimento è in maioliche napoletane azzurre del Settecento. Al centro del chiostro, che ha un giardino ricco di piante odorose, alberi e siepi, si trova una fontana in marmo di Carrara con elevazione formata da vasche a conchiglia bivalve. Sul piedistallo centrale è collocata una statua raffigurante San Domenico di Guzmán, con i suoi simboli iconografici (il cane con la fiaccola, il globo terrestre, il libro): l'opera ebbe un costo di 500 onze; venne commissionata dalla priora suor Rosalia Migliaccio dei principi di Baucina e fu realizzata dallo scultore Ignazio Marabitti (1719-1797).
Alle spalle della fontana vi è un castelletto dell'acqua, modellato in forma di obelisco: al centro vi è raffigurato in stucco il cane con la fiaccola, simbolo dei domenicani.

### Sacrestia grande
La sacrestia grande era di uso esclusivo delle religiose; i sacerdoti potevano utilizzare la piccola sacrestia della chiesa, a destra dell'altare maggiore, con armadi lignei.
La sacrestia grande ha pianta rettangolare; sui lati lunghi sono addossati grandi armadi a muro, trasformati in parte in vetrine espositive. I pavimenti sono decorati con maioliche bianche e azzurre (XIX secolo), opera del napoletano Tommaso Bruno. Sulla volta, affrescata da Elia Interguglielmi nel 1788, sono raffigurati episodi della Bibbia o figure allegoriche (prudenza, speranza, fede...).
Sotto la volta esiste un antico soffitto ligneo trecentesco dipinto, che è possibile ammirare utilizzando una App del cellulare.
La sagrestana era la monaca preposta alla cura di questo locale: doveva inoltre controllare che l'altare fosse in ordine, che i vasi sacri fossero puliti, che il vino fosse recente, che non mancassero le candele, riparava i paramenti lisi e ne acquistava di nuovi; faceva lavare spesso e stirare camici, tovaglie e altra biancheria per l'altare. Ogni mese faceva un resoconto delle spese (cera, fiammiferi, rosari, fiori) e non poteva spendere nulla senza il permesso della priora.

#### Sala Capitolare
Il nome Sala Capitolare o capitolo deriva dall'usanza monastica di leggere ogni mattina un capitolo della Regola di San Benedetto. Così sin dal IX secolo furono chiamati "capitolo" sia il luogo dove avveniva la lettura sia la stessa assemblea delle religiose (o dei religiosi) che si riunivano per ascoltarla.
Si accede alla sala capitolare attraverso un suggestivo portale trecentesco con due bifore, riportato al suo splendore grazie al restauro del 2017. Si nota una certa somiglianza con il coevo portale della chiesa di Sant'Agostino in Via Bandiera. All'interno si ammira il soffitto ligneo di fine Trecento. Al centro della stanza vi è una colonna centrale in marmo verde.
La sala capitolare era il luogo in cui la comunità monastica si riuniva sotto la presidenza della priora per trattare i principali affari riguardanti il governo e il bene della comunità monastica: elezione ogni tre anni della priora, delibere relative all'amministrazione del monastero, scrutini delle nuove vestizioni e professioni. Soltanto le monache professe da almeno nove anni potevano partecipare al "capitolo": da qui deriva l'espressione "aver voce in capitolo" ossia avere autorità per intervenire in una discussione o per prendere una decisione.
Dopo la seconda guerra mondiale e la ristrutturazione delle aree del monastero devastate dalle bombe, il capitolo venne spostato nel Coro Grande, dove ancora oggi si possono ammirare gli stalli lignei delle domenicane. Il locale fu adibito a dispensa.

#### Refettorio
Il refettorio era il locale per i pasti, che si consumavano sempre in comune: i pasti giornalieri del monastero erano due, eccettuati i periodi di digiuno. All'ora stabilita per il pranzo o per la cena si suonava la campana, per chiamare a raccolta le monache. Ciascuna occupava il proprio posto dopo la benedizione e al segno della priora tutte cominciavano a mangiare, in silenzio, ascoltando la lettura che a turno faceva una religiosa. La mensa doveva essere frugale, ma sufficiente per le necessità di tutte.
Era proibito alle monache mangiare o tenere cibo nella cella, fatta esclusione per le ammalate. Le suore preposte erano la refettoriera, la dispensiera o celleraria, la cantiniera (addetta al vino).
Nel grande salone vi sono 10 tavoli di legno, con mensoloni di marmo rosso di Castellammare e 10 panche con spalliera. Durante i lavori di ristrutturazione postbellica il locale, che un tempo era più ampio, venne ridotto perché il numero delle monache era molto diminuito. Si decise di sacrificare una porzione del refettorio per ricavare delle cucine più spaziose e la dolceria per la produzione e la vendita dei dolci.

#### Dolceria
La dolceria fu chiusa nel 1841 per decisione dell'arcivescovo Ferdinando Maria Pignatelli, perché i lauti guadagni delle monache erano contrari alla regola della povertà: all'epoca le religiose ricavavano 200 onze all'anno dall'attività della dolceria e utilizzavano questi introiti per opere di ristrutturazione dell'edificio e dell'arredo. Con i ricavi della vendita della pasta la priora Platamone commissionò i lavori a marmi mischi del sottocoro.
La vendita dei dolci fu ripresa dopo il 1866: al parlatorio di Piazza Bellini vendevano i dolci le monache superstiti di Montevergini, poiché il monastero era stato soppresso e a Piazza Pretoria le domenicane di Santa Caterina. Poi dopo la guerra si riprese a far dolci sotto il priorato della madre Ciuro. Le monache, essendo in clausura, vendevano i dolci grazie ad una ruota di metallo. 
Smisero la loro attività commerciale a metà degli anni '80 del secolo scorso.
Nel locale si può ammirare un forno elettrico industriale del 1965 (funzionante); inoltre vi si conservano lemmi, piatti di ceramica, formelle per la cotognata e il gelo di mellone (anguria), stampi per la frutta martorana e l'agnello Pasquale, le chiavi di San Pietro, mattarelli, canne per cannoli, tagliapasta, ecc.
Dal 2017 è possibile acquistare i dolci della pasticceria conventuale preparati con le antiche ricette dei monasteri di Palermo.

#### Lavatoio
È possibile ammirare da una finestra le vasche di pietra (XVIII-XIX secolo), le fornacelle a legna per scaldare l'acqua con grandi paioli di rame e la scaffalatura per la biancheria. In alto è posta un'edicola di legno (XIX secolo). La monaca guardarobiera si occupava di tenere in buono stato le vesti, che venivano lavate, stirate e rammendate; non troppo spesso: "acciocché il troppo gran desiderio di avere una veste pulita non sia cagione di macchiar l'anima" (Regola di Sant'Agostino). 
Le monache ricamavano le loro iniziali su biancheria, fazzoletti e lenzuola, affinché i capi non si confondessero.

#### Confessionili
Stanzette ricavate tra il muro della chiesa e il monastero; permettevano alle monache di confessarsi con un sacerdote attraverso una grata.
Secondo Piano
Celle (dormitorio)
Il dormitorio si presenta come un lungo corridoio ai cui lati sono allineata le austere celle delle monache, restaurate nel 2018. Ogni cella è arredata in modo semplice (letto, comodino, cassapanca per la biancheria, inginocchiatoio), con poche immagini sacre e l'immancabile Bambinello di cera (sotto una campana di vetro o dentro una scarabattola) sul cassettone di legno.
Matronei
- Sacro Monte luogo di meditazione sui misteri della passione e morte. L'ambiente comprende nell'apparato pittorico pannelli della Via Crucis, opere di Giovanni Patricolo e cinque composizioni di statue, opere di Bagnasco. Si sviluppa lungo il percorso che conduce dal Piccolo Coro al Grande Coro, i manufatti contemplano al centro la Crocifissione, nelle altre quattro teche Gesù che suda sangue consolato da un angelo, la Flagellazione, l'Incoronazione di spine e l'Incontro di Gesù con le donne lungo la salita al Calvario.
- Coro Piccolo: da qui le monache, protette da grate di metallo, con celestiale canto animavano le funzioni liturgiche.
- Grande Coro: luogo deputato alla preghiera posto alle spalle dell'altare maggiore.

## Cripta
Sotto l'altare è ubicata la cripta: il cimitero privato del monastero. Realizzata intorno al 1670, è costituita da due vani. Si trova sotto l'altare maggiore e vi si accede con difficoltà attraverso una ripida rampa di scale. Nel pavimento in maiolica bianca e verde sono state murate numerose lapidi del XIX secolo, su cui sono incisi i nomi e la data di morte di alcune religiose. Oltre a questo ossario se ne trova un altro, che copre il periodo che va dal 1837 (anno della terribile epidemia di colera che fece vittime anche nei monasteri di clausura) al 1864, sulle pareti.
Al centro della prima stanza c'è un piccolo altare con Madonna con Bambino di bottega dei Gagini. Alla base dell'altare vi è un altro ossario.
La cripta fu utilizzata come rifugio dalle monache durante le incursioni aeree e i bombardamenti del 1943.